# Chavande
 (août 2014).
Si vous disposez d'ouvrages ou d'articles de référence ou si vous connaissez des sites web de qualité traitant du thème abordé ici, merci de compléter l'article en donnant les références utiles à sa vérifiabilité et en les liant à la section « Notes et références ».

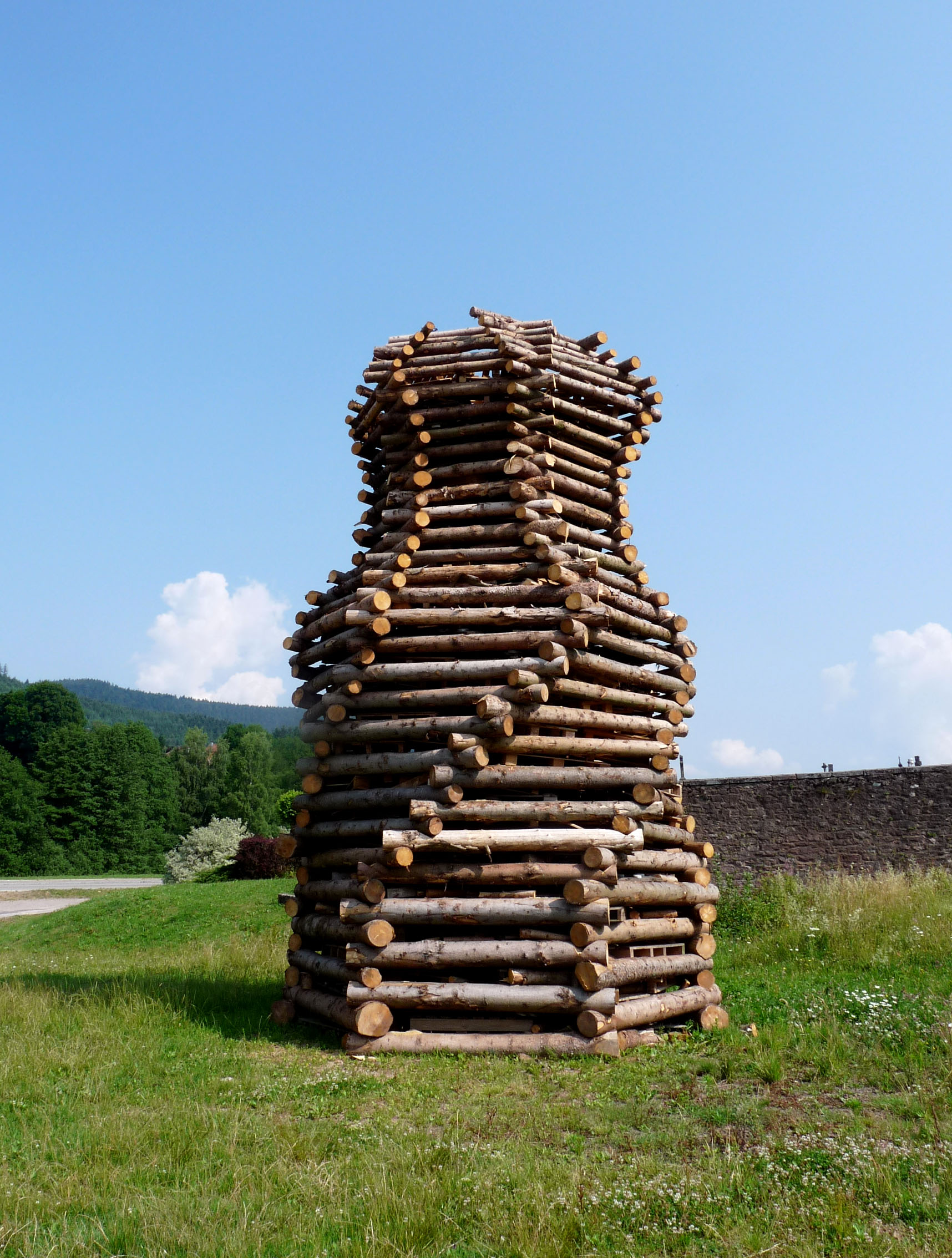
Chavande érigée à Bourg-Bruche à l'occasion de la Saint-Jean.

La chavande est une tradition d'origine païenne. Il s'agit d'un feu de joie constitué d'un gigantesque bûcher, composé de rondins, que l'on brûle chaque année sur les sommets des hautes vallées de la Moselle, de la Moselotte, des Vosges et de la Thur, théoriquement à la veille de la Saint-Jean (24 juin), qui correspond au solstice d'été. Cette manifestation est plus souvent programmée un samedi, parfois même au mois de juillet et au cœur du village.
Cette tradition est liée à l'adoration du soleil et du dieu Belenos d'où viendra le nom de « ballon » donné aux sommets de la montagne vosgienne[réf. nécessaire].
Cette tradition se retrouve également sur les sommets des collines bordant les affluents de la Meuse dans l'ouest du département des Vosges. Ainsi, au cours des années 1990, le village de Beaufremont vit la construction par les membres d'une association locale de chavandes imposantes et travaillées dont la hauteur dépassait parfois vingt mètres et dont l'architecture était inspirée par des monuments choisis à travers le monde. On y put admirer, entre autres, la Tour Eiffel, la tour d'horloge de Smyrne (Turquie), un arc de triomphe, une tour chinoise et la tour de Pise. Pour la construction de ces édifices, les rondins de bois ont été remplacés par un empilement de palettes de manutention mises au rebut habillées de dosses fournies par les scieries locales. Toutes ces chavandes furent brûlées pour respecter la tradition de la Saint Jean à l'occasion d'une fête qui rassemblait environ deux mille personnes venues de toute la région.

## Galerie photographique des chavandes dressées à Beaufremont

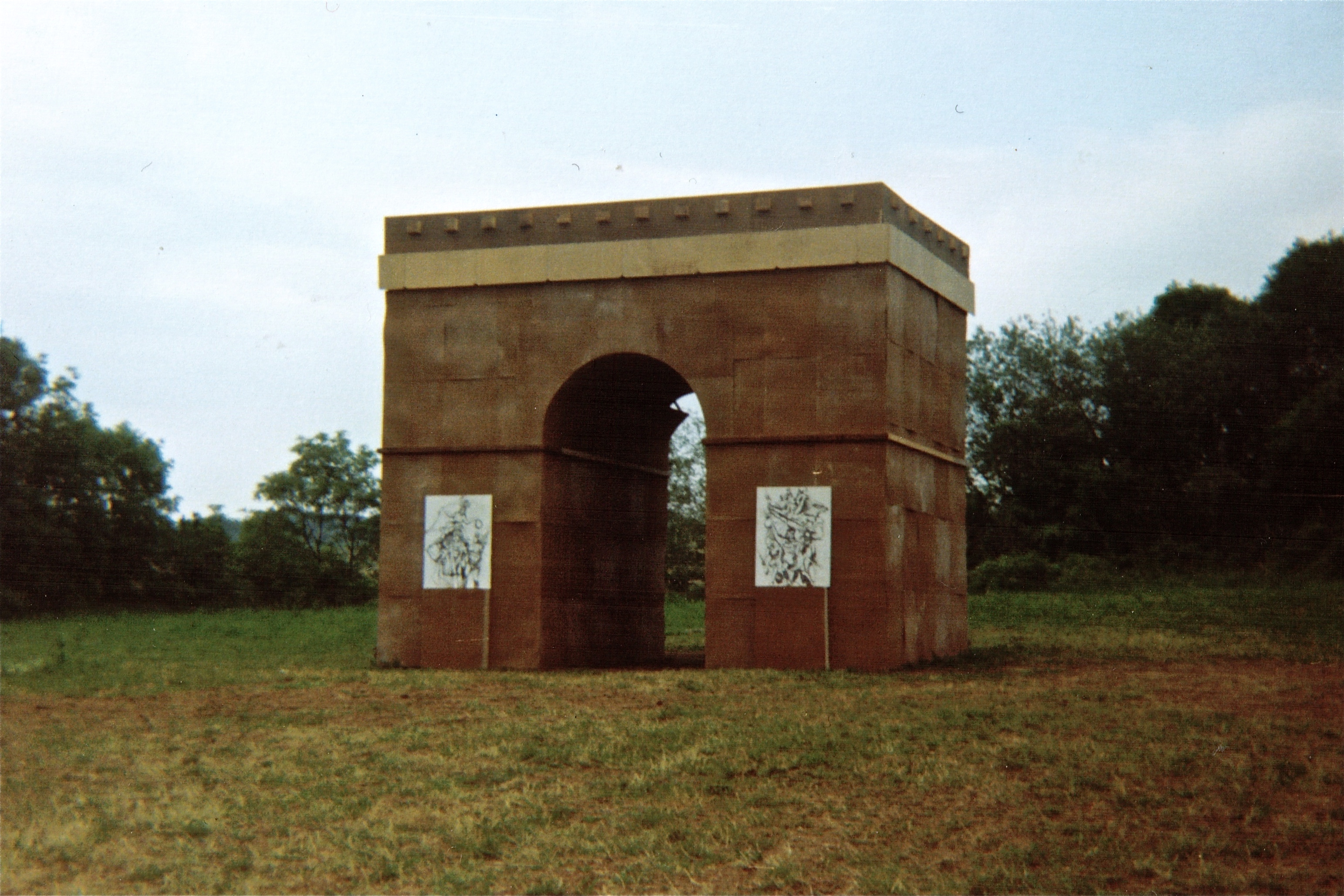
Arc de triomphe (1992).
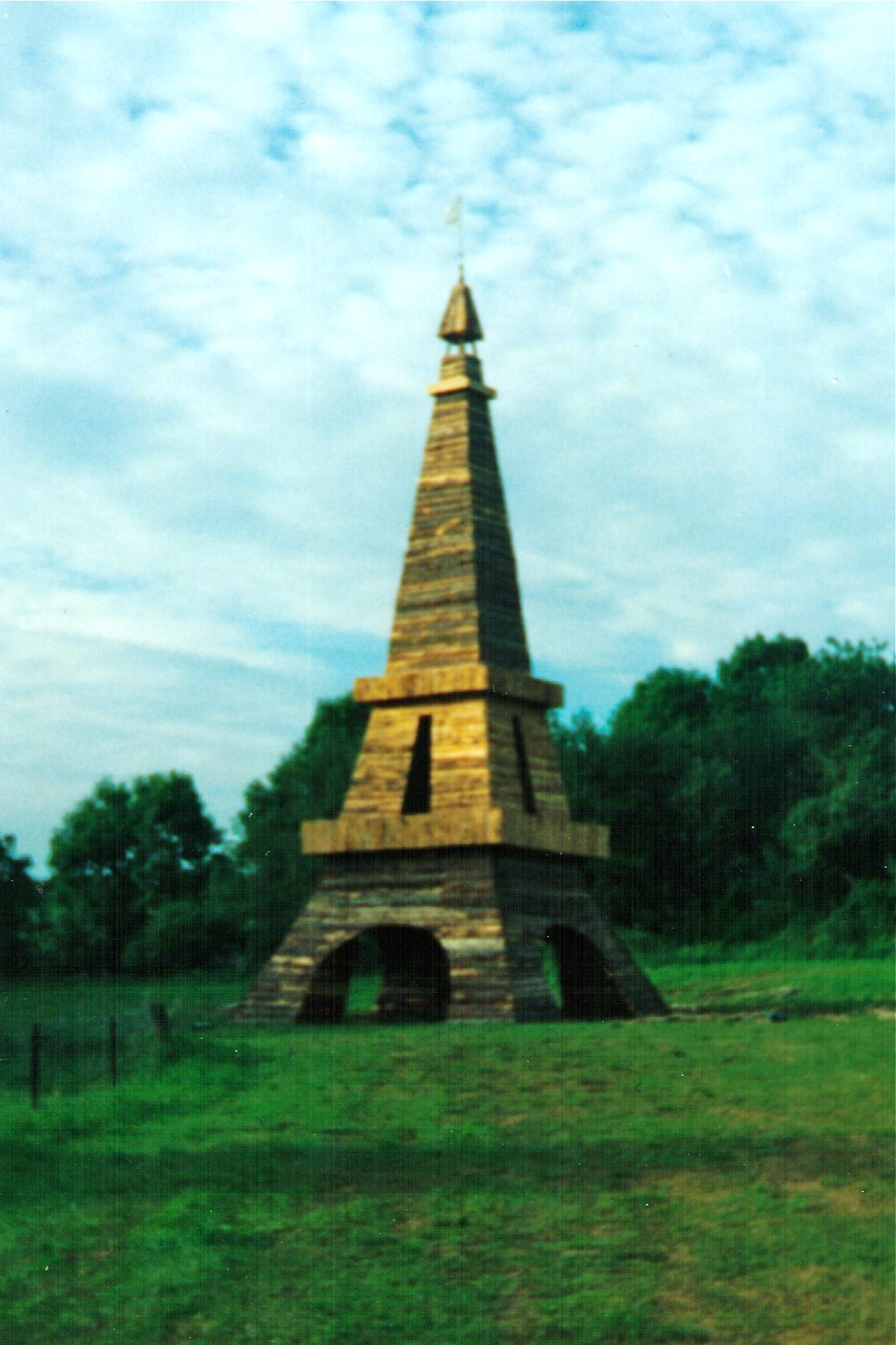
Tour Eiffel (199_).
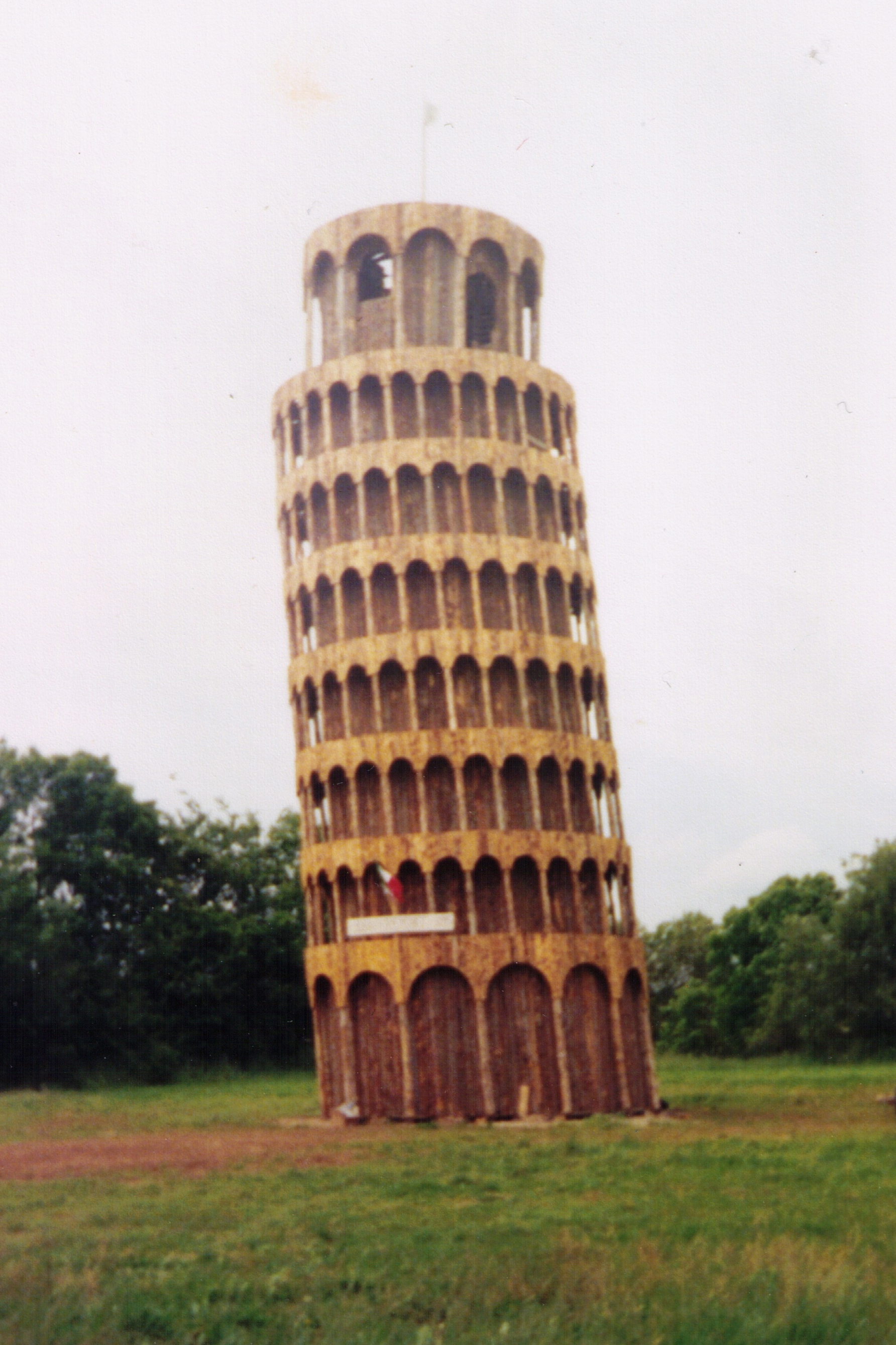
Tour de Pise (1995).
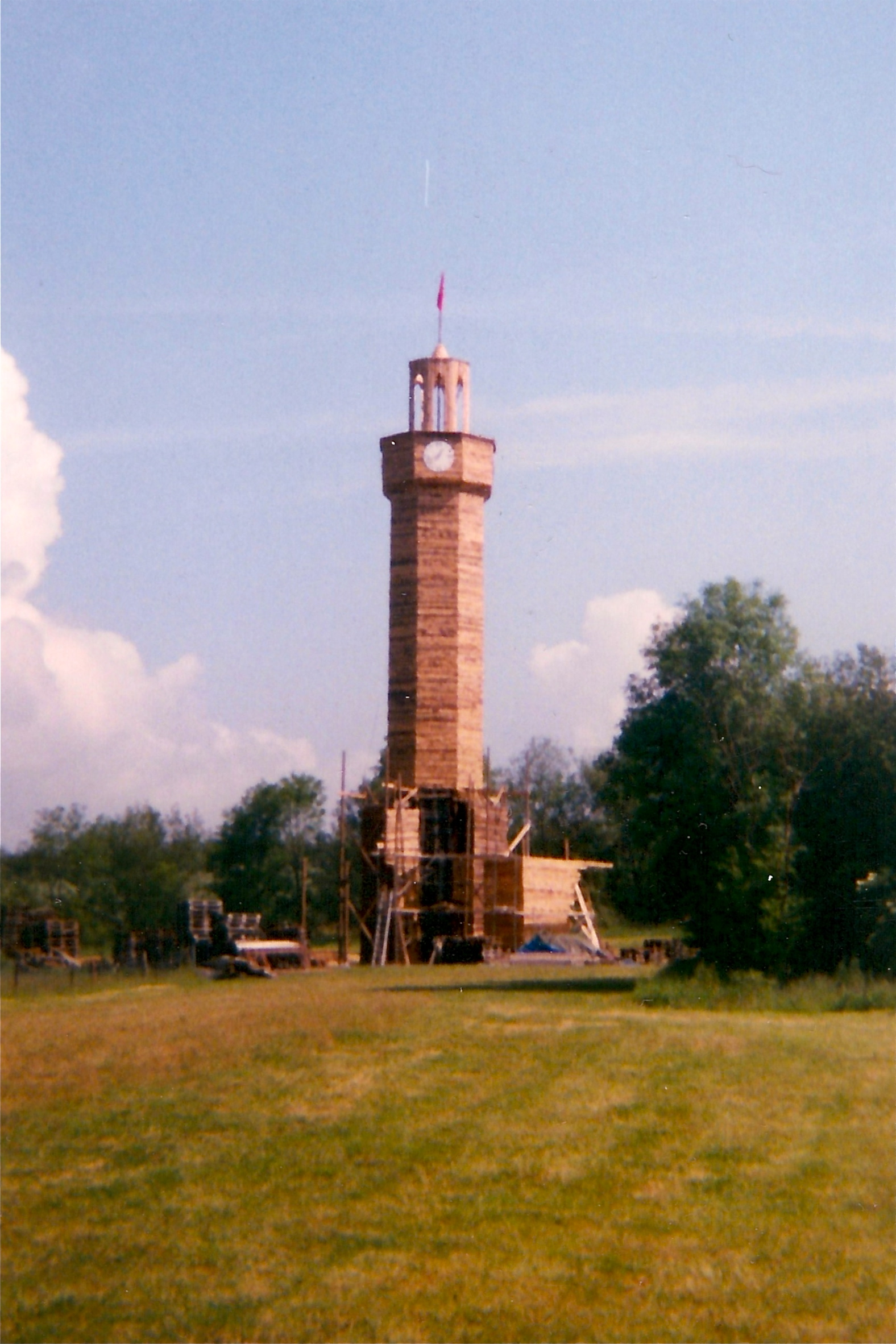
Tour d'horloge de Smyrne (1997).
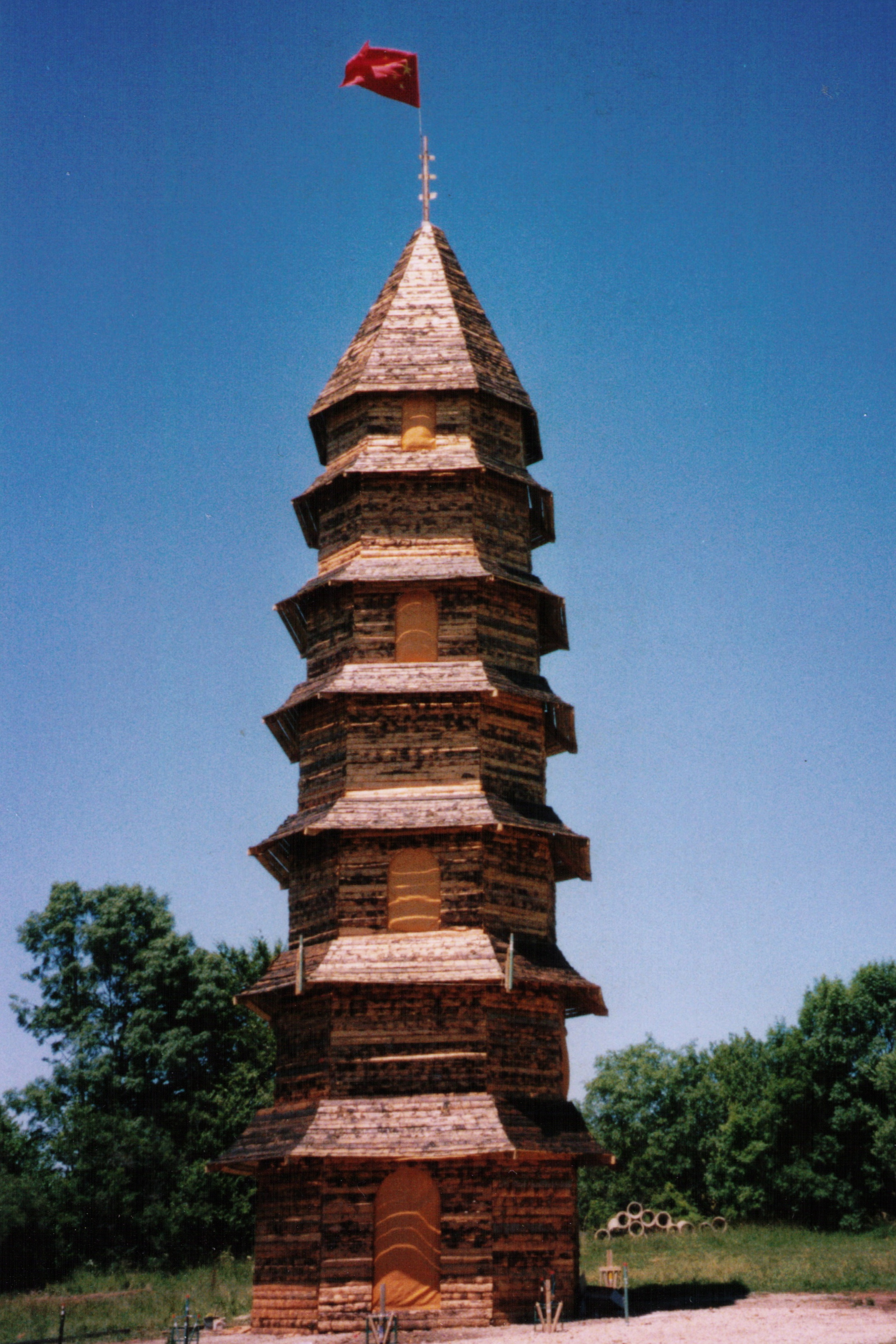
Tour chinoise (199_).

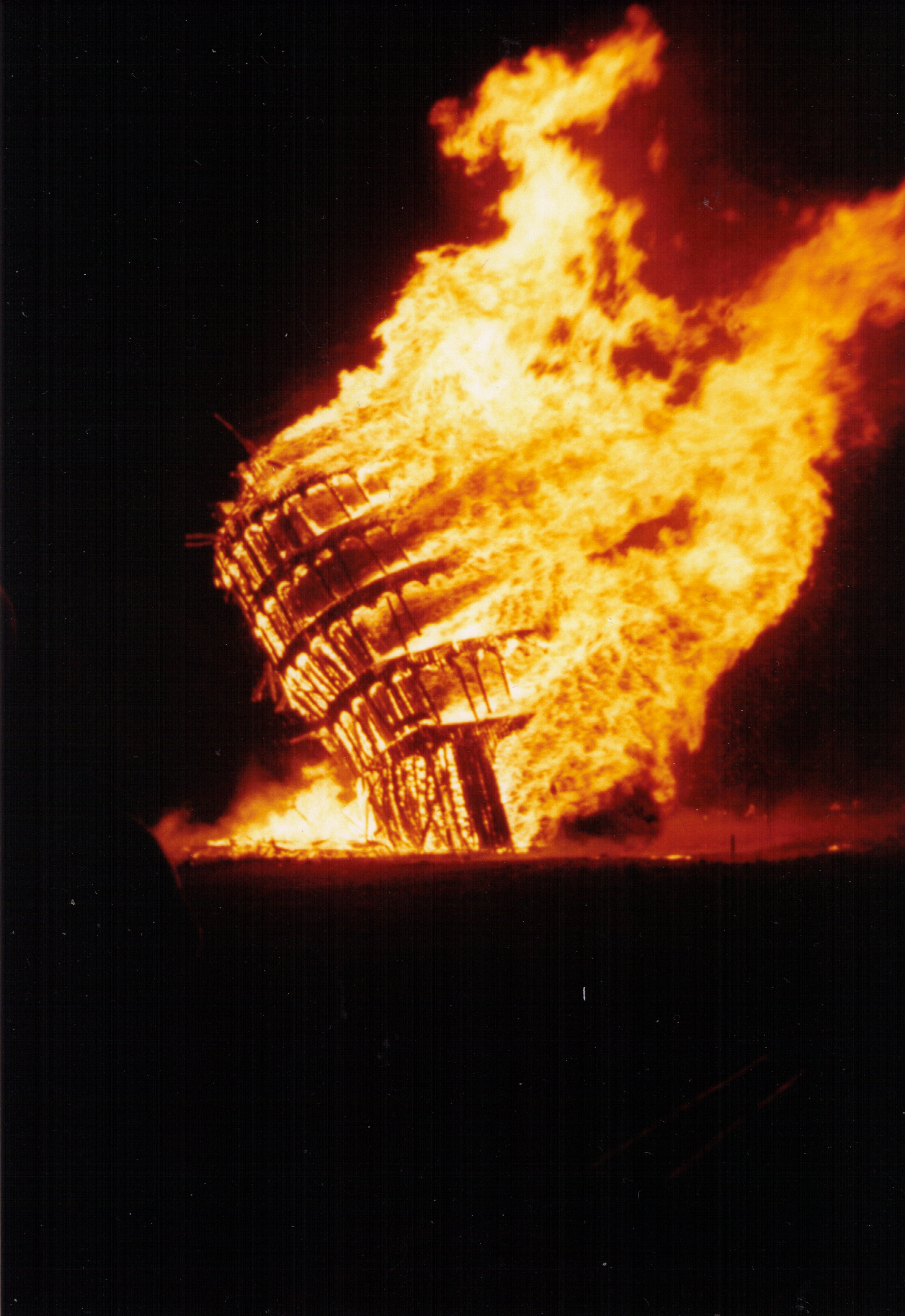
Embrasement de la tour de Pise.
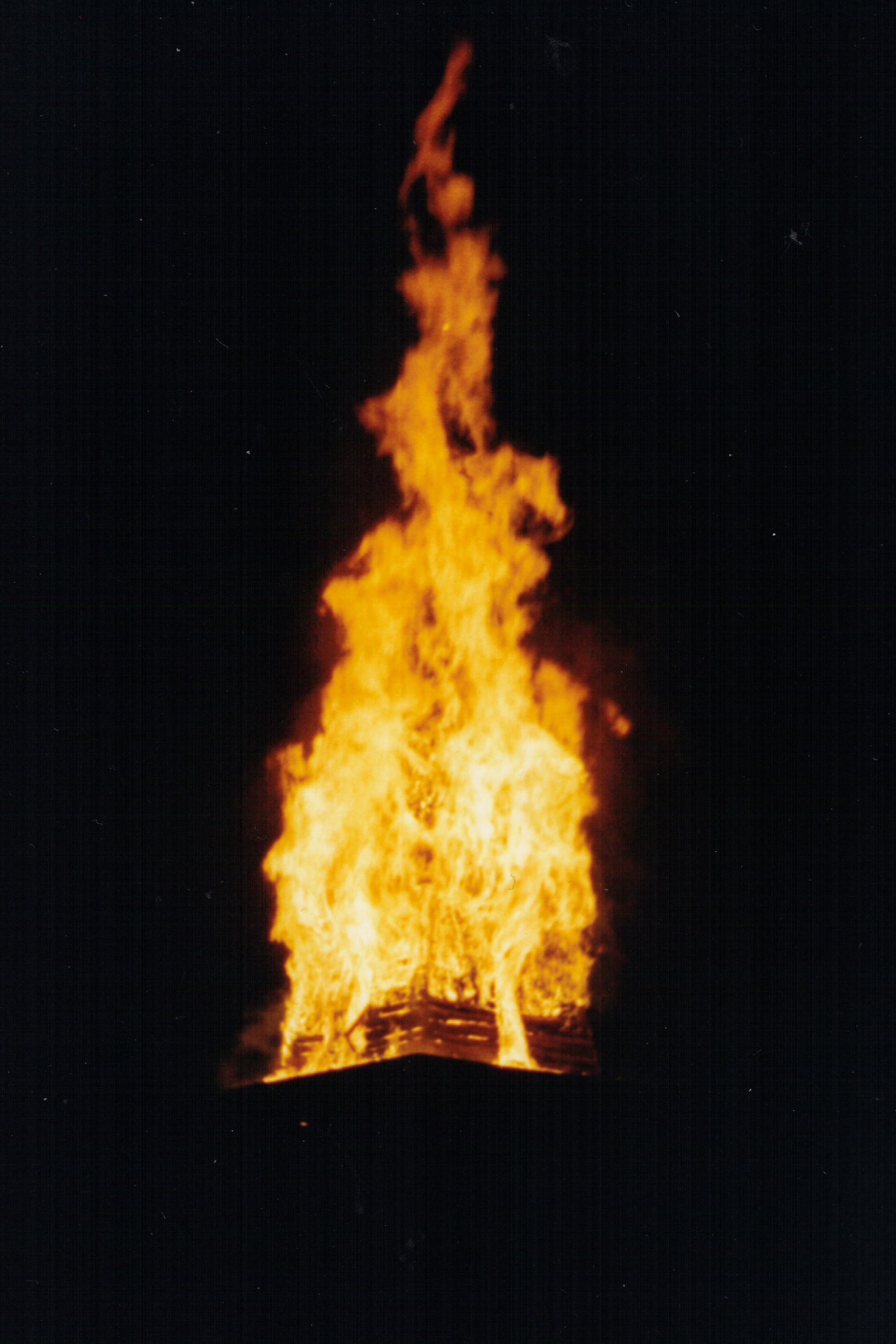
… de la tour Eiffel.
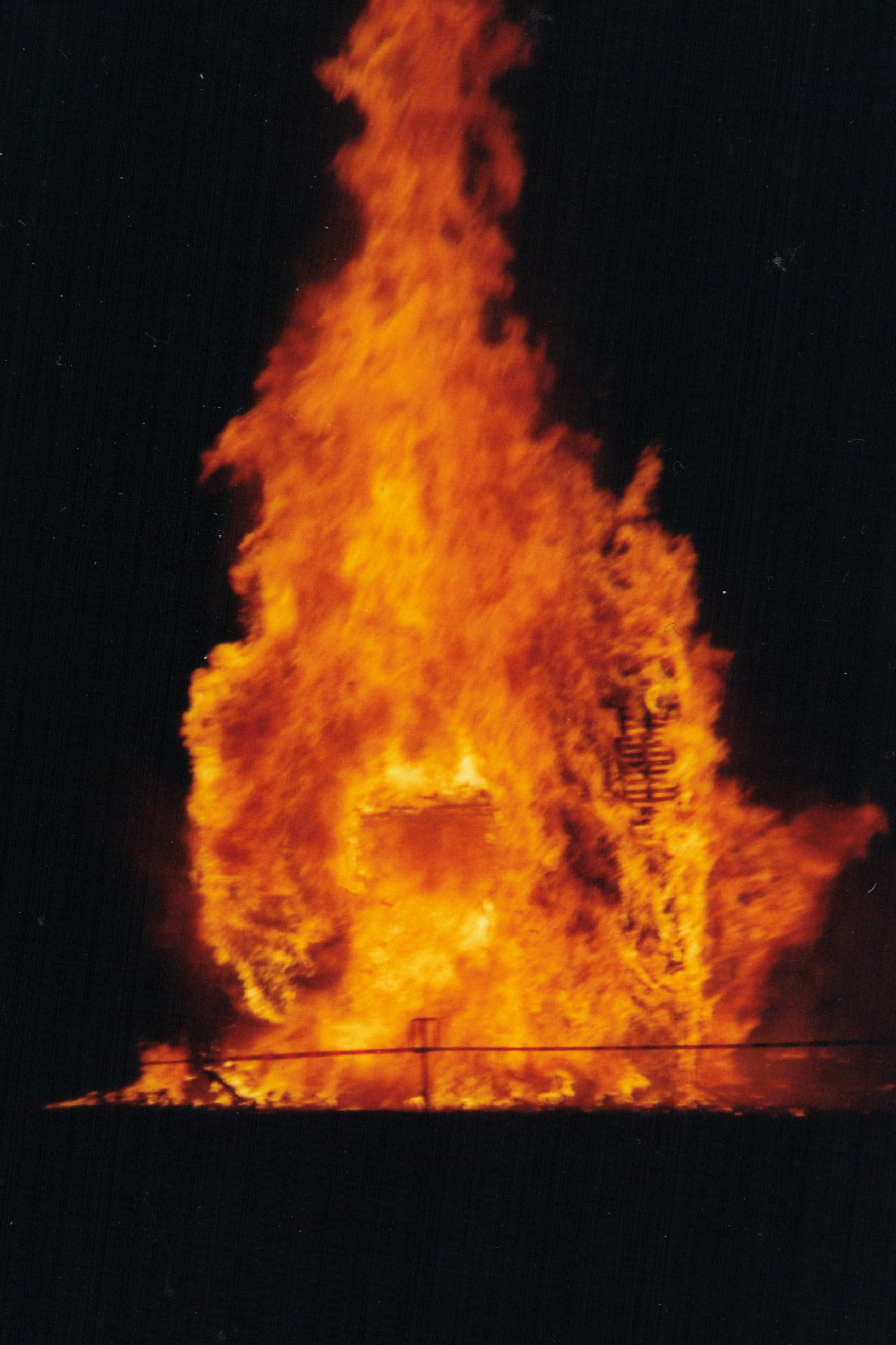
… de l'arc de triomphe.